# Campeonato Femenino Sub-16 de la OFC 2025
El Campeonato Femenino Sub-16 de la OFC 2025, fue la séptima edición del Campeonato Femenino OFC Sub-16/U-17, el campeonato internacional bienal de fútbol juvenil organizado por la Confederación de Fútbol de Oceanía (OFC) para las selecciones nacionales femeninas sub-16 y sub-17 de Oceanía. Este torneo fue el cuarto en formato Sub-16. El primero fue en 2017. El torneo tuvo como sede Samoa. 
El ganador del torneo se clasificó para la Copa Mundial Femenina de Fútbol Sub-17 de 2025 en Marruecos como representante de la OFC.
Papúa Nueva Guinea, Samoa Estadounidense e Islas Cookcompitieron en el torneo clasificatorio que se celebró en Rarotonga, Islas Cook, del 26 de abril al 2 de mayo por un lugar en el Campeonato que se celebró en Samoa del 31 de julio al 13 de agosto. El sorteo definió el camino de Nueva Zelanda hacia la próxima Copa Mundial Femenina Sub-17 de la FIFA.
Los tres equipos jugaron n entre sí en un formato de todos contra todos durante tres días de partidos.

## Fase clasificatoria
| Equipo             | Pts | PJ | PG | PE | PP | GF | GC | Dif | Clasificación |
| ------------------ | --- | -- | -- | -- | -- | -- | -- | --- | ------------- |
| Samoa Americana    | 0   | 0  | 0  | 0  | 0  | 0  | 0  | 0   | Fase final    |
| Islas Cook         | 0   | 0  | 0  | 0  | 0  | 0  | 0  | 0   |               |
| Papúa Nueva Guinea | 0   | 0  | 0  | 0  | 0  | 0  | 0  | 0   |               |

| 27 de abril de 2025 | Papúa Nueva Guinea | 1:1     | Islas Cook | Academia CIFA de las Islas Cook, Rarotonga, Islas Cook |                         |
| 13:00               |                    | Reporte |            | Árbitra: Jovita Ambrose                                | Árbitra: Jovita Ambrose |

| 30 de abril de 2025 | Papúa Nueva Guinea | 0:1     | Samoa | Academia CIFA de las Islas Cook, Rarotonga, Islas Cook |                       |
| 13:00               |                    | Reporte |       | Árbitra: Yantama Atoa                                  | Árbitra: Yantama Atoa |

| 3 de mayo de 2025 | Islas Cook | 4:5     | Samoa | Academia CIFA de las Islas Cook, Rarotonga, Islas Cook |                         |
| 13:00             |            | Reporte |       | Árbitra: Jovita Ambrose                                | Árbitra: Jovita Ambrose |

## Fase de grupos
El sorteo de la fase de grupos se celebró el 7 de marzo de 2024 en la sede del fútbol de la OFC 'Te Kahu o Kiwa' en Auckland, Nueva Zelanda.

### Grupo A
| Equipo          | Pts | PJ | PG | PE | PP | GF | GC | Dif | Clasificación     |
| --------------- | --- | -- | -- | -- | -- | -- | -- | --- | ----------------- |
| Samoa           | 0   | 0  | 0  | 0  | 0  | 0  | 0  | 0   | Fase eliminatoria |
| Nueva Caledonia | 0   | 0  | 0  | 0  | 0  | 0  | 0  | 0   | Fase eliminatoria |
| Fiyi            | 0   | 0  | 0  | 0  | 0  | 0  | 0  | 0   | Por el 5.º. lugar |
| Tahití          | 0   | 0  | 0  | 0  | 0  | 0  | 0  | 0   | Por el 7.º. lugar |

| 1 de agosto de 2025 | Fiyi | 4:0 | Tahití | Estadio de Fútbol FFS, Campo N°1, Apia, Samoa |               |
| 11:00               |      |     |        | Árbitra: [[]]                                 | Árbitra: [[]] |

| 1 de agosto de 2025 | Samoa | 5:0 | Nueva Caledonia | Estadio de Fútbol FFS, Campo N°1, Apia, Samoa |               |
| 15:00               |       |     |                 | Árbitra: [[]]                                 | Árbitra: [[]] |

| 4 de agosto de 2025 | Tahití | 2:4 | Nueva Caledonia | Estadio de Fútbol FFS, Campo N°1, Apia, Samoa |               |
| 11:00               |        |     |                 | Árbitra: [[]]                                 | Árbitra: [[]] |

| 4 de agosto de 2025 | Samoa | 4:0 | Fiyi | Estadio de Fútbol FFS, Campo N°1, Apia, Samoa |               |
| 15:00               |       |     |      | Árbitra: [[]]                                 | Árbitra: [[]] |

| 7 de agosto de 2025 | Nueva Caledonia | 6:0 | Fiyi | Estadio de Fútbol FFS, Campo N°1, Apia, Samoa |               |
| 11:00               |                 |     |      | Árbitra: [[]]                                 | Árbitra: [[]] |

| 7 de agosto de 2025 | Tahití | 0:1 | Samoa | Estadio de Fútbol FFS, Campo N°1, Apia, Samoa |  |
|                     |        |     |       | Árbitra: [[]]                                 |  |

### Grupo B
| Equipo          | Pts | PJ | PG | PE | PP | GF | GC | Dif | Clasificación     |
| --------------- | --- | -- | -- | -- | -- | -- | -- | --- | ----------------- |
| Nueva Zelanda   | 0   | 0  | 0  | 0  | 0  | 0  | 0  | 0   | Fase eliminatoria |
| Tonga           | 0   | 0  | 0  | 0  | 0  | 0  | 0  | 0   | Fase eliminatoria |
| Islas Salomón   | 0   | 0  | 0  | 0  | 0  | 0  | 0  | 0   | Por el 5.º. lugar |
| Samoa Americana | 0   | 0  | 0  | 0  | 0  | 0  | 0  | 0   | Por el 7.º. lugar |

| 2 de agosto de 2025 | Islas Salomón | 1:0 | Samoa Americana | Estadio de Fútbol FFS, Campo N°2, Apia, Samoa |               |
| 11:00               |               |     |                 | Árbitra: [[]]                                 | Árbitra: [[]] |

| 2 de agosto de 2025 | Nueva Zelanda | 4:0 | Tonga | Estadio de Fútbol FFS, Campo N°2, Apia, Samoa |               |
| 15:00               |               |     |       | Árbitra: [[]]                                 | Árbitra: [[]] |

| 5 de agosto de 2025 | Samoa Americana | 1:2 | Tonga | Estadio de Fútbol FFS, Campo N°2, Apia, Samoa |               |
| 11:00               |                 |     |       | Árbitra: [[]]                                 | Árbitra: [[]] |

| 5 de agosto de 2025 | Nueva Zelanda | 5:0 | Islas Salomón | Estadio de Fútbol FFS, Campo N°2, Apia, Samoa |               |
| 15:00               |               |     |               | Árbitra: [[]]                                 | Árbitra: [[]] |

| 8 de agosto de 2025 | Tonga | 0:1 | Islas Salomón | Estadio de Fútbol FFS, Campo N°2, Apia, Samoa |               |
| 11:00               |       |     |               | Árbitra: [[]]                                 | Árbitra: [[]] |

| 8 de agosto de 2025 | Samoa Americana | 0:6 | Nueva Zelanda | Estadio de Fútbol FFS, Campo N°2, Apia, Samoa |               |
| 15:00               |                 |     |               | Árbitra: [[]]                                 | Árbitra: [[]] |

## Fase final
|  | Semifinales | Semifinales | Semifinales |  |  | Final | Final | Final |  |
|  |             |             |             |  |  |       |       |       |  |
|  |             |             |             |  |  |       |       |       |  |
|  |             |             |             |  |  |       |       |       |  |
|  |             |             |             |  |  |       |       |       |  |
|  |             |             |             |  |  |       |       |       |  |
|  |             |             |             |  |  |       |       |       |  |
|  |             |             |             |  |  |       |       |       |  |
|  |             |             |             |  |  |       |       |       |  |
|  |             |             |             |  |  |       |       |       |  |
|  |             |             |             |  |  |       |       |       |  |
|  |             |             |             |  |  |       |       |       |  |
|  |             |             |             |  |  |       |       |       |  |
|  |             |             |             |  |  |       |       |       |  |

### Semifinales
Los ganadores se clasifican para la Copa Mundial Femenina Sub-17 de la FIFA 2025.
| 11 de agosto de 2025 | Samoa | 5:0 | Islas Salomón | Sede de fútbol de Samoa - Campo 1, Apia, Samoa |                       |
| 11:00                |       |     |               | Árbitra: Beth Rattray                          | Árbitra: Beth Rattray |

| 11 de agosto de 2025 | Nueva Zelanda | 4:2 | Nueva Caledonia | Sede de fútbol de Samoa - Campo 1, Apia, Samoa |                       |
| 15:00                |               |     |                 | Árbitra: Shama Maemae                          | Árbitra: Shama Maemae |

### Tercer lugar
| 13 de agosto de 2025 | Islas Salomón | 0:9 | Nueva Caledonia | Sede de fútbol de Samoa - Campo 1, Apia, Samoa |  |
|                      |               |     |                 | Árbitra: [[]]                                  |  |

### Final
| 14 de agosto de 2025 | Samoa | 0:3 | Nueva Zelanda | Sede de fútbol de Samoa - Campo 1, Apia, Samoa |                       |
| 15:00                |       |     |               | Árbitra: Torika Delai                          | Árbitra: Torika Delai |

## Campeón
| Bandera de Nueva Zelanda |
| Nueva Zelanda            |